# Vince Young
Vincent Paul Young, Jr. (18 de mayo de 1983 en Houston, Texas), comúnmente conocido como Vince Young o VY, es un exjugador de fútbol americano. Jugaba en la posición de quarterback primero para  los Tennessee Titans equipo en el que militó desde que fuera elegido en el Draft de 2006 con la tercera selección antes de pasar a los Philadelphia Eagles en la temporada 2011/2012. Posteriormente quedó como agente libre, fichando por los Buffalo Bills para la temporada 2012/2013. Vince Young jugó previamente para la Universidad de Texas, terminó su carrera en los roughriders de la cfl en 2017.

## Carrera profesional
A lo largo de la temporada 2005, Young había indicado que planeaba regresar a la Universidad de Texas para su último año en 2006. El día después de que Texas ganara el Campeonato Nacional BCS, Young aceptó una invitación para aparecer en The Tonight Show con Jay Leno. Cuando Leno le preguntó a Young si se quedaría en su último año de universidad o si se declararía para el Draft de la NFL de 2006, Young respondió que discutiría el asunto con su pastor, su familia y el entrenador Mack Brown. El 8 de enero de 2006, Young anunció que ingresaría al draft de la NFL, donde se esperaba que lo seleccionaran al principio de la primera ronda. Incluso después de su actuación en el Rose Bowl, algunos observadores dijeron que puede tener dificultades en la NFL debido a su movimiento poco ortodoxo de lanzamiento de armas laterales y al diferente estilo de juego en la NFL.